# اسد بن سامان
اسد بن سامان یکی از پسران سامان‌ خدا، نیای سامانیان بود. پدرش سامان در زمان اسد بن عبدالله القسری حاکم خراسان به اسلام گروید و برای تقرب هرچه بیشتر و خوشامد وی، نام فرزند تازه به دنیا آمده‌اش را اسد نهاد. اسد در پیوستن به جنبش ابومسلم خراسانی همراه پدر شد و این نکته از آنجا برداشت می‌شود که بعدها اسد از جمله نزدیکان حکام خراسان به‌شمار می‌آمده‌است.
هرچند از زندگانی او در عصر خلفای نخستین عباسی مانند منصور، مهدی و هادی اطلاعی نیست، اما واضح است که در جرگه مقربان حاکم هارون‌الرشید به نام علی بن عیسی بن ماهان که از سال ۱۸۰ هجری (۷۹۶ میلادی) در خراسان زمامداری داشته بوده‌است.

## زندگی
در ظفرنامه مستوفی در وصف وی آمده‌است:
| پسر بود یکی او را نامور    |  | اسد نام کرده پسر را پدر    |
| پدید آمدش حرمت و قدر و جاه |  | به فرمان او شد فراوان سپاه |
| که آمد از او تخم دولت پدید |  | به فرزند او پادشاهی رسید   |
| اسد بود یک چند با عز و ناز |  | در آن مملکت خسروی سرفراز   |

اگر زمان درگذشت سامان برای ما روشن بود، بهتر می‌توانستیم روزگار حیات اسد را بررسی کنیم. لیکن باید این زمان را حدود نیمه دوم قرن دوم هجری (هشتم میلادی) در نظر گرفت. بدین ترتیب می‌توان این نکته را پذیرفت که اسد، آغازین سال‌های سده سوم هجری را نیز درک کرده‌است؛ از این‌رو سخن نرشخی را نیز که از هم‌زمانی اسد با هارون و حتی نگاشتن نامه‌ای از سوی مأمون در یاری جستن از از اسد در سرکوب غائله رافع بن لیث، با او مکاتبه کرده‌است می‌توان پذیرفت.
نکته فوق در بر دارنده این مطلب نیز خواهد بود که در این زمان، خاندان اسد از چنان موقعیت والایی برخوردار شده‌است که بتواند در تحولات سیاسی–نظامی منطقه خراسان و ماوراءالنهر نقش به‌سزایی ایفا کند. برخی از مورخان معاصر نیز بر این موقعیت و اهمیت صحه گذاشته‌اند.
با تمام این احوال، اطلاعات ما پیرامون شخصیت اسد پسر سامان‌ خدا اندک است و نمی‌توان بر اساس آن تصویر روشنی از او و تحولات زمانش تصویر کرد. برخی از محققان برجسته نیز در بررسی رویدادهای این مقطع از تاریخ سامانیان، ناامیدانه اظهار بی‌اطلاعی و عجز کرده‌اند. لیکن باید پذیرفت که کوشش‌های سیاسی–نظامی اسد بود که اساسی‌ترین زمینه‌های لازم را برای اقتدار سامانیان فراهم ساخت.
پس از دعوت اسد توسط مأمون به مرو، وی به آنجا رفته و پس از چندی در مرو درگذشت.